# Phaonia nakanishii
Phaonia nakanishii är en tvåvingeart som beskrevs av Shinonaga 1994. Phaonia nakanishii ingår i släktet Phaonia och familjen husflugor.
Artens utbredningsområde är Nepal. Inga underarter finns listade i Catalogue of Life.